# Gates of Fire
Gates of Fire (рус. «Ворота огня») — студийный альбом рок-группы Manilla Road, вышел в 2005 году.

## Об альбоме
Gates of Fire разделён на три трилогии по три песни в каждой: «The Frost Giant's Daughter», основанной на рассказе Роберта Говарда «Дочь ледяного гиганта», «Out of the Ashes», основанной на «Энеиде» Вергилия и «Gates of Fire», основанной на событиях Фермопильского сражения.

## Список композиций
| №  | Название           | Длительность |
| -- | ------------------ | ------------ |
| 1. | «Riddle of Steel»  | 7:08         |
| 2. | «Behind the Veil»  | 3:43         |
| 3. | «When Giants Fall» | 5:28         |

| №  | Название            | Длительность |
| -- | ------------------- | ------------ |
| 4. | «The Fall of Iliam» | 14:47        |
| 5. | «Imperious Rise»    | 6:08         |
| 6. | «Rome»              | 11:02        |

| №                   | Название                | Длительность |
| ------------------- | ----------------------- | ------------ |
| 7.                  | «Stand of the Spartans» | 5:36         |
| 8.                  | «Betrayal»              | 8:26         |
| 9.                  | «Epitaph to the King»   | 9:54         |
| Общая длительность: | Общая длительность:     | 1:12:12      |

## Участники записи
- Марк Шелтон — гитара, вокал;
- Bryan Patrick — вокал;
- Harvey Patrick — бас-гитара;
- Cory Christner — ударные.